# Faruk Hadžibegić
Faruk Hadžibegić (Sarajevo, 7 oktober 1957) is een Bosnische voetbalcoach en gewezen voetballer.

## Spelerscarrière
Hadžibegić voetbalde tijdens zijn carrière voor FK Sarajevo, Real Betis, FC Sochaux en Toulouse FC. Hij deed dat meestal in de rol van centrale verdediger.

## Interlandcarrière
Op 13 oktober 1982 debuteerde Hadžibegić voor de nationale ploeg van Joegoslavië in de EK-kwalificatiewedstrijd in en tegen Noorwegen, net als Stjepan Deverić van NK Dinamo Zagreb. In 1984 nam hij met Joegoslavië deel aan het EK in Frankrijk en in 1990 aan het WK in Italië.
Het EK 1984 eindigde in een deceptie voor de Joegoslaven. Alle drie de poulewedstrijden werden verloren. Op het WK van 1990 ging het echter een stuk beter. Hadžibegić stond alle wedstrijden in de basis en Joegoslavië bereikte de kwartfinale tegen het Argentinië van aanvoerder Diego Maradona. Joegoslavië verloor het duel na strafschoppen en Hadžibegić miste de laatste en beslissende strafschop. In 1992 beëindigde hij zijn interlandcarrière. In totaal speelde hij 61 interlands voor Joegoslavië en scoorde daarin zes keer (waarvan vijf keer uit een strafschop). Hierdoor is hij na Zlatko Vujović de Bosniër met de meeste interlands voor Joegoslavië.

## Trainerscarrière
Hij begon zijn trainersloopbaan bij zijn oude club Sochaux en promoveerde hiermee in 1997 naar Ligue 1. In 1999 was hij tijdelijk bonsdcoach van Bosnië en Herzegovina, als opvolger van Džemaludin Mušović, en trainde daarna wederom een club waar hij eerst als speler actief was, namelijk Real Betis. Hierna was hij nog actief bij diverse clubs in Frankrijk en Turkije en was hij bondscoach van Montenegro.

## Erelijst
FK Sarajevo
- Joegoslavisch landskampioen

1985